# Phyllorchis shepherdii
Phyllorchis shepherdii là một loài thực vật có hoa trong họ Lan. Loài này được (F. Muell.) Kuntze miêu tả khoa học đầu tiên năm 1891.